# Escape atmosférico
El escape atmosférico es el proceso por el que la atmósfera de un cuerpo planetario pierde gases por su salida hacia el espacio. Los factores principales que influyen en el escape atmosférico son la temperatura de la atmósfera y la velocidad de escape del cuerpo planetario.
Los mecanismos por lo que se produce esta fuga de gases se clasifican principalmente en térmicos y no térmicos, si bien también se puede producir ocasionalmente escape atmosférico debido a impactos contra el cuerpo planetario de asteroides o cometas. La importancia relativa de cada mecanismo de escape depende de varios factores, será diferente de un cuerpo planetario a otro y diferente también a lo largo de su historia. El escape atmosférico ha influido notoriamente en la evolución de las atmósferas de los distintos cuerpos planetarios que conocemos. Así, por ejemplo, Marte y Venus han perdido gran parte de su agua debido a este proceso.

## Mecanismos térmicos de escape
Hay dos mecanismos de escape debidos a la temperatura, uno es el escape Jeans, llamado así por el astrónomo que lo describió a principios del siglo XX, el inglés James Hopwood Jeans. El otro mecanismo es el escape hidrodinámico, o «viento planetario».

### Escape Jeans
A una temperatura dada las moléculas de un gas tienen una determinada velocidad media, que es menor cuanto más masa tengan las moléculas de ese gas. Pero una velocidad media significa que hay moléculas por debajo de esa media y otras por encima de ella. En concreto la distribución de velocidades de las moléculas de un gas a una temperatura dada es la distribución de Maxwell-Boltzmann, que sigue curvas como las de la figura.

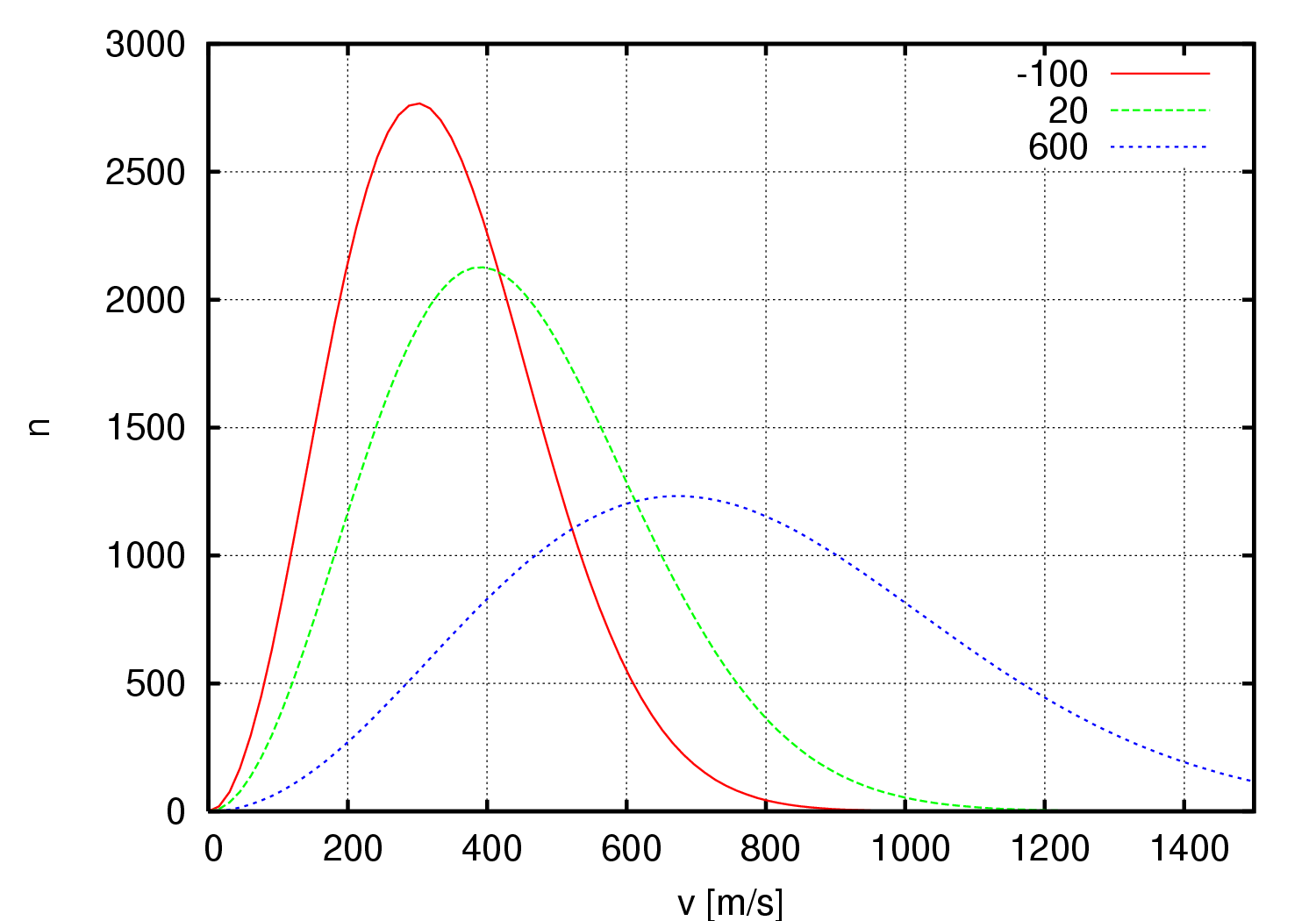
Distribuciones de Maxwell-Boltzmann del oxígeno para tres temperaturas diferentes

 Como se ve en el gráfico, a una temperatura dada tenemos una pequeña fracción de moléculas con velocidades significativamente más altas que la media (el extremo derecho de cada curva). En las capas más altas de la atmósfera, donde la densidad de moléculas es menor, las colisiones entre ellas son mucho más escasas, y una molécula de la parte más «alta» de la distribución de Maxwell, es decir, una molécula con una velocidad superior a la media, podría escapar a la gravedad del planeta. Por ejemplo, en la Tierra, a 500 km de altitud la atmósfera es muy tenue y la temperatura ronda los 1000 K (727 °C). En estas condiciones la distribución de velocidades de los átomos de hidrógeno tiene su media en los 5 km/s, pero en la parte alta de la distribución pueden encontrarse átomos con una velocidad superior a los 10,8 km/s, que es la velocidad de escape necesaria para vencer la gravedad terrestre a esa altitud.
Como la distribución de las velocidades depende de la masa de las moléculas, no sólo de la temperatura, cuanta más masa tenga una molécula, menor será la velocidad media y toda la distribución en general. De este modo, incluso las del extremo superior podrían estar por debajo de la velocidad de escape. En consecuencia, el hidrógeno será el componente que más fácilmente pueda escapar de una atmósfera por este mecanismo, ya que es el gas más ligero de todos.
Otra consecuencia es que los gigantes gaseosos, planetas de gran masa y, por tanto, mayor velocidad de escape, son los planetas capaces de mantener grandes cantidades de hidrógeno y helio, mientras que en la Tierra escapan fácilmente. La distancia al sol también juega un papel; un planeta cercano a él tiene una atmósfera más caliente, lo que conduce a una gama más rápida de velocidades, y a una mayor posibilidad de fuga. Esto ayuda, por ejemplo, a que Titán, que es pequeño comparado a la Tierra pero más lejano del sol, conserve su atmósfera.

### Escape hidrodinámico
Mientras que el escape Jean se produce en moléculas individuales, el escape hidrodinámico se refiere a un fenómeno de conjunto, en masa, podríamos decir.
El aire de la atmósfera superior se calienta por efecto de la luz ultravioleta recibida del sol y esto provoca que se expanda, empujando así el aire que haya por encima y acelerándolo suavemente a medida que asciende hasta alcanzar la velocidad de escape. Este flujo de gases recibe el nombre de «viento planetario» por analogía con el viento solar. En el caso de Venus se piensa que este fenómeno puede haber sido la causa de que perdiera una enorme cantidad de hidrógeno en unas pocas decenas de millones de años, cuando el sol era más joven y emitía más luz ultravioleta.
En su fuga el hidrógeno habría arrastrado gran parte del oxígeno, pero no el dióxido de carbono. Al haberse perdido entonces tanta agua, no estaría presente para mediar en las reacciones químicas que habrían fijado el dióxido de carbono en minerales como la piedra caliza. La permanencia de CO2 en la atmósfera ha dado lugar, por efecto invernadero, a las infernales temperaturas de la superficie de Venus.
En menor grado Marte y la Tierra han sufrido en el pasado escape hidrodinámico, como muestran las proporciones actuales de los isótopos de ciertos gases nobles en sus atmósferas respectivas. La sonda Huygens de la ESA, en su descenso a Titán, ha encontrado en su atmósfera una proporción de isótopos de nitrógeno que podría explicarse también por escape hidrodinámico en el pasado.

## Mecanismos no térmicos de escape
Existen otros mecanismos, no relacionados con la temperatura, que pueden causar escape atmosférico y a menudo predominan sobre los térmicos. Estos mecanismos son diversos pero involucran normalmente átomos y moléculas ionizados por diversas causas: radiación solar, viento solar, rayos cósmicos, etc. Los iones además pueden ser acelerados por campos eléctricos que en ocasiones se forman en la propia ionosfera. Estos iones de alta energía podrían escapar fácilmente de un planeta, pero si este tiene un campo magnético los iones se ven confinados en él. Hay sin embargo dos vías por las que algunos pueden superar este obstáculo.
Por un lado, en los polos, donde las líneas de flujo magnético se «abren» al espacio interplanetario los iones podrán escapar. El chorro de iones que escapa por los polos se denomina «viento polar». Como todavía tienen que vencer la gravedad, sólo los iones más ligeros (de hidrógeno y helio) logran escapar. Casi todo el helio que pierde la Tierra escapa por este viento polar. En ciertas ocasiones el viento polar puede arrastrar consigo algunos iones más pesados (por atracción eléctrica).
Otro modo por el que el átomo o molécula consigue escapar es por «intercambio de carga». Por ejemplo, un átomo de hidrógeno ionizado por la radiación solar y que tenga una alta velocidad, normalmente no podría escapar de la Tierra, ya que el campo magnético de ésta lo mantendría confinado en ella. Sin embargo, si este átomo colisiona con un átomo de hidrógeno neutro y le «roba» su electrón, tendremos un átomo de alta velocidad pero de nuevo neutro, y por tanto inmune al campo magnético. Se calcula que entre el 60 y el 90 % del hidrógeno que pierde la Tierra hoy día lo hace de este modo.
Tras lo expuesto, en los cuerpos con atmósfera pero sin campo magnético propio podría pensarse que todos los iones de alta energía escaparían, pero el vasto conjunto de iones en movimiento en la atmósfera superior induce un campo magnético que, si bien no es tan intenso, resulta bastante eficaz para confinar los iones. Si la atmósfera es densa, como en Venus, el efecto será mayor que en otros cuerpos con atmósferas más tenues, como Marte.
Otro ejemplo de escape no térmico es el escape fotoquímico, que posiblemente está ocurriendo en Marte y en Titán. Tras alcanzar la atmósfera superior, las moléculas de dióxido de carbono y los átomos de nitrógeno y oxígeno son ionizados por el viento solar. Estos iones, al colisionar con otros o con un electrón, pueden dividirse en átomos individuales de menor masa y con energía suficiente para escapar de la gravedad.

## Oxidación planetaria
Una consecuencia sutil de los fenómenos de escape es que provocan una tendencia a la oxidación de la superficie. Como dichos fenómenos afectan en mayor medida al hidrógeno, por ser el elemento más ligero y como en la molécula de agua entran dos átomos de hidrógeno y uno de oxígeno, la mayor pérdida de hidrógeno redunda en un aumento de la presencia de oxígeno en la atmósfera. Ello ha conllevado un progresivo paso del color gris-negruzco de las rocas volcánicas a los tonos rojizos de varios de los óxidos de hierro, tanto en Venus como en la Tierra, y de manera más evidente, en Marte.

## Otros fenómenos de pérdida de atmósfera

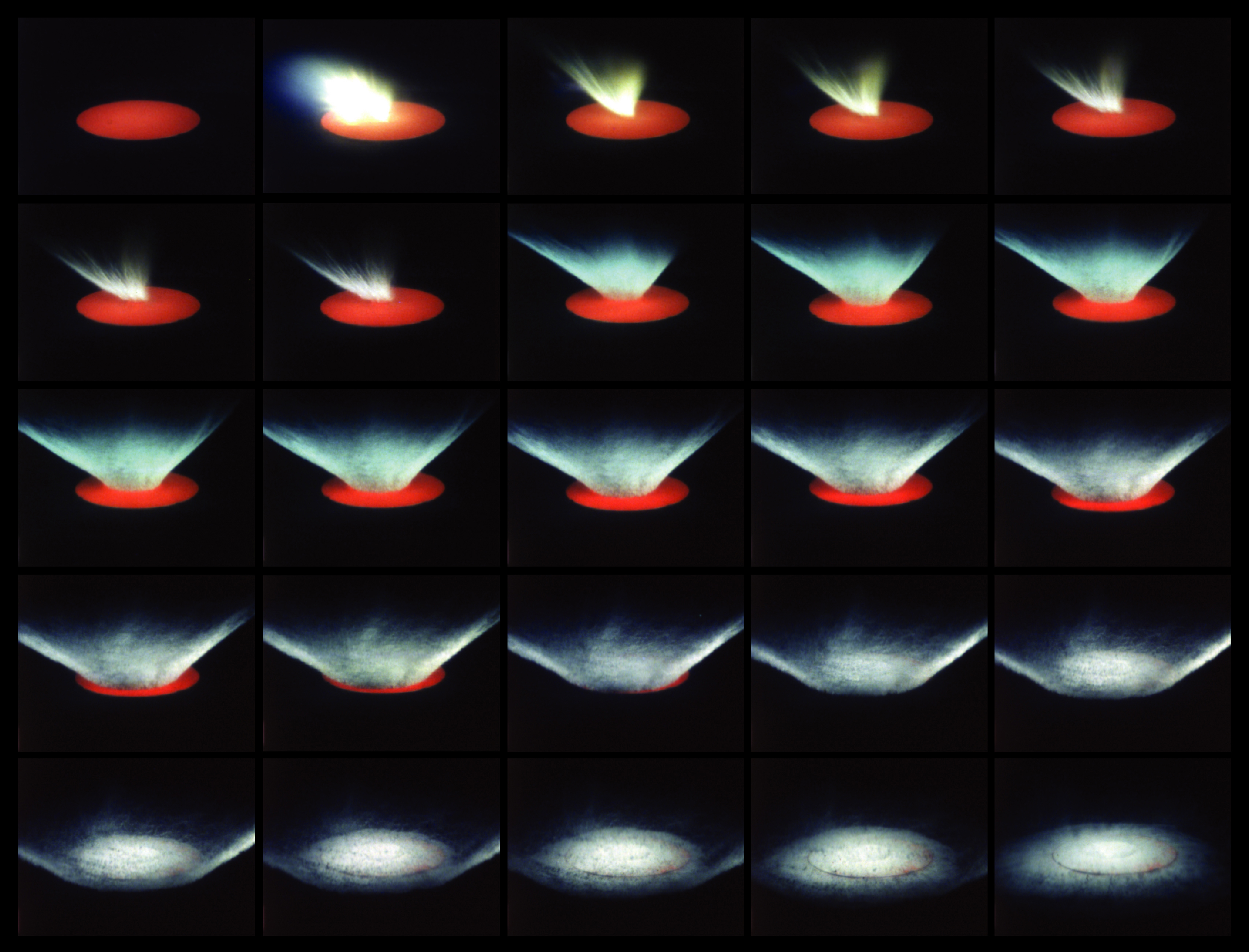
Secuencia de un impacto, se puede ver la formación del cono de material eyectado (NASA).

Otro proceso que puede provocar pérdida de parte de la atmósfera es el impacto de asteroides o cometas. Una colisión de este tipo puede tener suficiente energía para que la materia eyectada, incluidas moléculas atmosféricas, alcance la velocidad de escape. Durante el evento de Chicxulub el cono de atmósfera eyectado tuvo aproximadamente 80 grados de amplitud y contuvo una cien milésima parte de la atmósfera. Un impacto aún más energético podría llevarse toda la atmósfera por encima de un plano tangente al planeta en el punto del impacto.
Mencionaremos también la pérdida de atmósfera por «secuestro» de sus moléculas en la superficie, si bien esto no es realmente un escape. Nos referimos, por ejemplo, a las moléculas de agua solidificadas en los glaciares, el dióxido de carbono en forma de capas de hielo seco en Marte, la fijación del carbono en las rocas, el oxígeno que se queda en ciertas rocas al oxidarlas, la adsorción en el regolito, etc.